# Seya-ku
Seya-ku (瀬谷区?) è uno dei 18 quartieri della città di Yokohama, in Giappone.